# Wolff-Chaikoffs effekt
Wolff-Chaikoffs effekt, jodstruma eller jodinducerad hypotyreoidism, är ett tillstånd av hypotyreos som beror på ett alltför högt intag av jod.
Wolff-Chaikoffs effekt yttrar sig som hypotyreos, med låga värden av tyreoideahormonerna tyroxin (T4) och trijodtyronin (T3) och höga värden TSH, samt struma. Tillståndet beror på en autoreglering av sköldkörteln som blivit övermättad av jod och därför blir underaktiv. Till följd av detta höjs TSH för att reglera överskottet. Därmed har ett hypotyreotiskt tillstånd uppstått. När jodbalansen är återställd försvinner sjukdomen eftersom sköldkörteln är normal. Tillståndet uppstår ibland till följd av vissa läkemedel eller sjukvårdsbehandlingar med jod.
Effekten används ibland vid tyreotoxisk kris, då stora kvantiteter jod kan ges patienten för att lugna ner sköldkörteln.